# Robert Largan
Robert Largan (né le 29 mai 1987) est un homme politique du Parti conservateur britannique, qui est député de High Peak de 2019 à 2024.

## Jeunesse
Largan est né à Manchester, fils de Terry et Joanna Louise Largan. Il fait ses études au Philips High School et à l'Université de Manchester. En tant qu'étudiant, il travaille sur le comptoir de poissons à Asda.

## Carrière
Après l'université, Largan déménage à Londres et se forme pour devenir comptable agréé. Il travaille en tant que gestionnaire des marchés boursiers pour Deloitte de 2012 à 2017. En 2014, il est élu conseiller conservateur de Sands End (basé dans le quartier du même nom) dans le quartier londonien de Hammersmith et Fulham. Il ne se représente pas au conseil en 2017. Il est conseiller politique au Département du commerce international de 2017 à 2018 et directeur financier chez Marks & Spencer de 2018 à 2019. Largan travaille également comme assistant parlementaire du député conservateur de Chelsea et Fulham, Greg Hands.
Avant d'être élu député de High Peak, Largan se présente sans succès dans la circonscription de Bury South pour les conservateurs aux élections générales de juin 2017. Largan postule ensuite pour être le candidat parlementaire conservateur pour Crewe et Nantwich en septembre 2018, avant d'être sélectionné pour High Peak le mois suivant . Il est élu député de High Peak aux élections générales de 2019 , un siège marginal clé qui a été gagné par les travaillistes lors des précédentes élections générales.
En novembre 2020, il fonde le groupe parlementaire multipartite pour le Peak District et est élu président, soulignant l'accent mis sur la création d'emplois verts dans la région.